# Partido del Renacimiento Islámico de Tayikistán
El Partido del Renacimiento Islámico de Tayikistán  (en ruso: Партия исламского возрождения Таджикистана ; en tayiko: Ҳизби Наҳзати Исломии Тоҷикистон Hizbi Nahzati Islomii Tojikiston ; en persa: حزب نهضت اسلامی تاجیکستان ) es un partido político islamista en Tayikistán, actualmente ilegalizado. Hasta 2015, fue el único partido islamista legal en Asia Central. 

## Historia
El partido fue fundado en 1990. En 1992, organizó una conferencia en Saratov, Rusia, a la que asistieron islamistas de la exsoviética Asia Central, Tartaristán y Baskortostán. Cuando Tayikistán se independizó, el partido fue prohibido en 1993. Luchó con la Oposición Unida de Tayikistán y el pueblo Garmi contra el gobierno durante la Guerra civil de Tayikistán, pero fue legalizado tras los acuerdos de paz de 1998. En 1999 fue el segundo partido más grande de Tayikistán.
El líder del partido, Said Abdullo Nuri, murió en agosto de 2006 de cáncer. El partido boicoteó las elecciones presidenciales de 2006.
En las elecciones legislativas celebradas el 27 de febrero y el 13 de marzo de 2005, el partido obtuvo el 8% del voto popular y 2 de los 63 escaños.
En las elecciones celebradas el 1 de marzo de 2015, el partido no superó la barrera del 5% de los votos y perdió sus dos únicos escaños en el Parlamento.
El partido fue cancelado por el Ministerio del Interior de Tayikistán en 2015 y luego prohibido un mes después, después de haber sido designado como organización terrorista por la Corte Suprema del país. Dos de los líderes del partido fueron posteriormente condenados a cadena perpetua por el Tribunal Supremo, tras ser acusados de estar vinculados a un presunto intento fallido de golpe de Estado liderado por el ex viceministro de Defensa Abduhalim Nazarzoda, quien fue asesinado junto a varias decenas de sus partidarios mientras intentaba tomar el control por la fuerza de una comisaría. El partido negó estar vinculado al ataque de Nazarzoda. 
Un año después de su prohibición, una enmienda constitucional tayika de 2016 prohibió el establecimiento de cualquier partido político basado en una plataforma religiosa, adelantando efectivamente cualquier intento de reorganizar el partido. 
En un artículo del Washington Post del 15 de agosto de 2018, el experto regional Paul Stronski, investigador principal del programa Rusia y Eurasia del Fondo Carnegie para la Paz Internacional , dijo que un ataque del 31 de julio de 2018 contra siete ciclistas occidentales en Tayikistán se atribuía a miembros del partido a pesar de que Estado Islámico se atribuyó la responsabilidad del ataque.  Otros informes noticiosos señalaron que los cinco atacantes aparecieron en un video publicado por ISIS después del ataque prometiendo lealtad al grupo y su líder Abu Bakr al-Baghdadi. 
En 2018, el IRPT, cuyos líderes para entonces tenían su base en gran parte fuera de Polonia, se convirtió en una de las organizaciones fundadoras de la Alianza Nacional de Tayikistán, una coalición de oposición de cuatro movimientos políticos tayikos. 

## Reclamaciones de presión estatal
En abril de 2014, el partido denunció hostigamiento oficial y supuestos intentos del gobierno de socavar su credibilidad y posibilidades electorales, ya que las elecciones parlamentarias estaban programadas para 2015.
En el período previo a las elecciones legislativas del 1 de marzo de 2015, se informó de una amplia campaña inducida por el gobierno para demonizar al partido y prohibir que sus candidatos participaran en la contienda.
El 28 de agosto de 2015, el gobierno de Tayikistán exigió al partido que detuviera sus "actividades ilegales" mientras intentaba celebrar un congreso del partido.  El partido afirmó que el gobierno estaba intentando cerrarlo.